# Познихиренко, Фёдор Никитович
Фёдор Никитович Познихиренко — советский хозяйственный, государственный и политический деятель, Герой Социалистического Труда.

## Биография
Родился в 1918 году в селе Пирогово (ныне - Киев). Член КПСС с 1943 года.
Участник Великой Отечественной войны, наводчик противотанкового ружья, водитель «катюши» в боях на Кавказе, при освобождении Белоруссии, Украины, Польши, Прибалтики. С 1946 года — на хозяйственной, общественной и политической работе. В 1946—1978 гг. — водитель на автомобильном предприятии №0958, шофёр автоколонны Киевского городского производственного управления грузового автомобильного транспорта Министерства автомобильного транспорта и шоссейных дорог Украинской ССР. 
Указом Президиума Верховного Совета СССР от 5 октября 1966 года присвоено звание Героя Социалистического Труда с вручением ордена Ленина и золотой медали «Серп и Молот».
Делегат XXIV съезда КПСС.
Умер в Киеве в 2015 году.